# Culex pallidiceps
Culex pallidiceps é um espécie de mosquito do Género Culex, pertencente à família Culicidae.